# De ce n-are ursul coadă?
De ce n-are ursul coadă? este un film românesc din 1957 regizat de George Sibianu.